# Vol Trans International Airlines 863
Le 8 septembre 1970, un Douglas DC-8 assurant le vol Trans International Airlines 863, un vol de convoyage entre l'aéroport international de New York - John-F.-Kennedy (JFK) et l'aéroport international de Washington-Dulles, s'écrase lors de la phase de décollage depuis la piste 13R de l'aéroport JFK. Aucun des 11 occupants de l'appareil, qui étaient tous membres d'équipage, n'a survécu au crash.

## Avion et équipage
L'appareil impliqué est un Douglas DC-8-63CF, immatriculé N4863T et construit en 1968. Il est propulsé par quatre turboréacteurs de type Pratt and Whitney JT3D-7 et totalise 7 878 heures de vol au moment de l'accident.
Le commandant de bord est Joseph John May, 49 ans, qui totalise 22 300 heures de vol, dont 7 100 heures sur DC-8. Le copilote est John Donald Loeffler, 47 ans, qui totalise 15 775 heures de vol, dont 4 750 sur DC-8. Le mécanicien navigant est Donald Kenneth Neely, 42 ans, qui totalise 10 000 heures de vol, dont 3 500 heures sur DC-8. Huit agents de bord sont également à bord de ce vol.

## Accident
À 16h04, le vol 863 a été autorisé à décoller de la piste 13R de l'aéroport JFK. La course au décollage a commencé quelques minutes plus tard. Le décollage a été inhabituellement lent, avec une rotation se produisant après 1 550 pieds (470 m) parcourus sur la piste. En raison de la rotation effectué à faible vitesse, la queue du DC-8 a touché le tarmac (tailstrike) et a raclé sur 1 250 pieds (380 m) le long de la piste.
À 16h05, l'appareil a décollé après avoir parcouru 2 800 pieds (850 m) sur la piste. Quelques secondes après le décollage, le vibreur de manche s'est activé, avertissant l'équipage que l'avion risque d'entrer en décrochage. Le DC-8 a ensuite cabré de 60 à 90 °, ne s'élevant qu'à 300/500 pieds (91/152 m) au-dessus du sol, puis a alors pris un roulis de 20° vers la droite, puis brusquement vers la gauche, avant d'entrer en décrochage et de retomber, en position à piquer, vers le sol. L'appareil s'est écrasé au sol à 16h05, la violence du choc pulvérisant l'appareil avant de s'enflammer après l'impact, ne laissant aucun survivant parmi les 11 personnes présentes à bord.

## Enquête
Le Conseil national de la sécurité des transports (NTSB) a déterminé que la cause probable de cet accident est une perte de contrôle du tangage de l'appareil, causée par la présence d'un corps étranger, recouvert d'asphalte, logé entre la gouverne de profondeur droite et le stabilisateur horizontal droit, qui a bloqué la gouverne de profondeur en position cabrée.
Le dysfonctionnement de la gouverne de profondeur n'a pas été détecté par l'équipage à temps pour interrompre le décollage avec succès; cependant, un manque apparent de réactivité des pilotes à cette situation d'urgence inhabituelle, associée à l'incapacité du commandant de bord à surveiller adéquatement le bon déroulement du décollage, a également contribué à l'échec de l'exécution d'un décollage interrompu.